# Мценск (станция)
Мценск — крупная железнодорожная станция Орловско-Курской дистанции пути Московской железной дороги. Входит в Орловско-Курский центр организации работы железнодорожных станций ДЦС-5. По основному применению является участковой, по объёму работы отнесена к 4 классу. Через город проходят линии на Москву, Харьков,Орёл, по которым осуществляются пассажирские и грузовые перевозки.
Вокзал расположен на территории Привокзального микрорайона города Мценска.

## Здание вокзала
Здание вокзала станции Мценск состоит из двух больших частей: основного здания дореволюционной постройки и одноэтажного административного здания. В основном здании расположены билетная касса дальнего и пригородного сообщений, справочное бюро, зал ожидания, разделенный на два зала. В административном зале расположены диспетчерская и администрация вокзала.
Если присмотреться к рельефным буквам «Мценск» с торцов здания вокзала и со стороны выхода на 1 платформу, видны остатки сбитых букв «Ъ». Из-за сбитой буквы рельефная надпись выглядит расположенной несколько несимметрично относительно оси здания.
Со стороны платформ, возле входа в здание вокзала, расположено расписание движения пригородных поездов, а также изменения в нём и работы кассы. Цвет вокзала бежевый.

## Платформы
На станции Мценск расположено 2 платформы. Обе платформы обладают длиной, необходимой для посадки в поезда с большим количеством до 12 вагонов, до начала 2014 года нужной длиной обладала только вторая платформа.

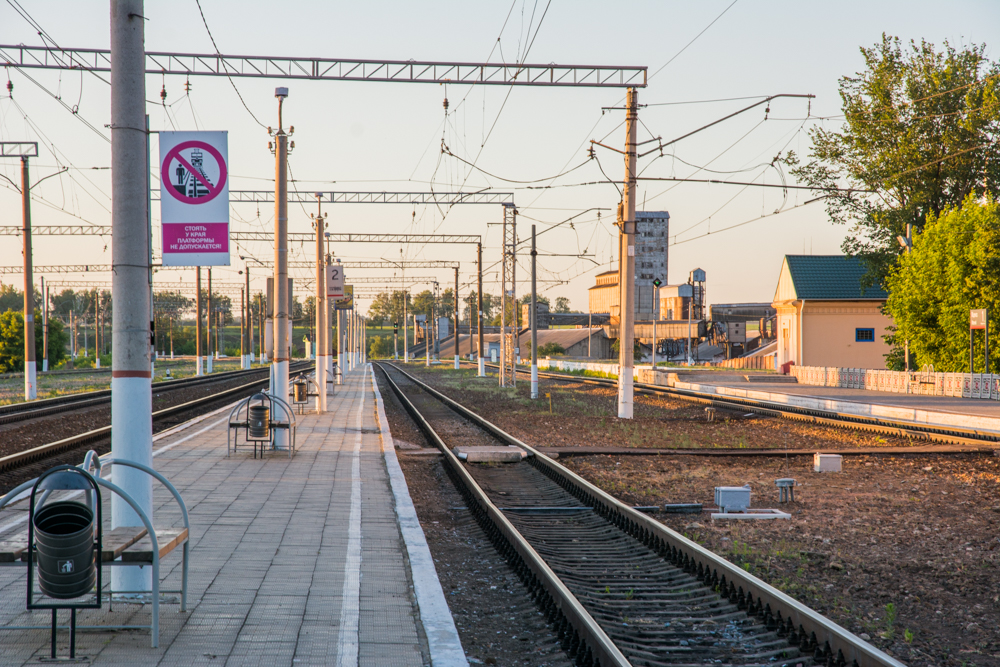
Вторая платформа

## Пригородное сообщение по станции
| № поезда | Маршрут движения | № поезда | Маршрут движения |
| -------- | ---------------- | -------- | ---------------- |
| 6321     | Скуратово — Орёл | 6322     | Орёл — Тула      |
| 6325     | Тула — Орёл      | 6326     | Орёл — Скуратово |
| 6323     | Мценск — Орёл    | 6324     | Орёл — Мценск    |

## Дальнее следование по станции
По состоянию на июнь 2018 года со станции Мценск отправляются и прибывают следующие поезда:
| № поезда       | Маршрут движения           | № поезда       | Маршрут движения           |
| -------------- | -------------------------- | -------------- | -------------------------- |
| 81             | Санкт-Петербург — Белгород | 82             | Белгород — Санкт-Петербург |
| 97             | Москва — Курск             | 98             | Курск — Москва             |
| 719 «Ласточка» | Москва — Орёл              | 720 «Ласточка» | Орёл — Москва              |
| 721 «Ласточка» | Москва — Курск             | 722 «Ласточка» | Курск — Москва             |
| 723 «Ласточка» | Москва — Курск             | 724 «Ласточка» | Курск — Москва             |
| 725 «Ласточка» | Москва — Орёл              | 726 «Ласточка» | Орёл — Москва              |
| 741            | Москва — Белгород          | 742            | Белгород — Москва          |

## Особенности
На железнодорожном вокзале с 2003 года стоит паровоз. Поставлен он в память о бронепоездах «Козьма Минин» и «Илья Муромец», принимавших участие в жестоких боях по освобождению Мценска от нацистской оккупации летом 1943 г. К паровозу прицеплены теплушка и двухосная платформа, весь состав выкрашен в зелёный цвет.